# Clethra cubensis
Clethra cubensis är en tvåhjärtbladig växtart som beskrevs av Achille Richard. Clethra cubensis ingår i släktet Clethra och familjen Clethraceae. Inga underarter finns listade i Catalogue of Life.